# Kraameten
Het kraameten is bereid voedsel dat vroeger, na de geboorte van een kind, door de buurvrouwen en de buurkinderen naar de moeder en haar gezin werd gebracht. Tegenwoordig is dit zogenoemde 'kraameten' een zeldzaamheid; het is juist de kraamvrouw die trakteert.
Als de aanzegger aan de deur was geweest om te vertellen van de geboorte van een kleine dorpsgenoot, dan liet men meteen door de kinderen een pannetje soep, een lekker stukje vlees of iets zoets naar de kraamvrouw brengen. Veel mensen hadden maar karig te eten en een vrouw die net bevallen was had versterkend voedsel nodig, vond men: zoals bouillon, eieren. Men noemde dit eten het kraameten.